# 曼島民防隊
曼島民防隊是曼島政府維持的五個緊急服務機構之一。

## 歷史
英國政府於1949年成立民防隊，在英格蘭、蘇格蘭和威爾斯以及曼島開展活動。其主要目的是在冷戰時期發生核攻擊時負責民防。民防隊在1968年解散。然而曼島不是聯合王國的一部分，而是英國的王室屬地，因此1968年曼島政府決定不解散其民防隊。
2012年，曼島民防隊的28名志願者被時任曼島內政部長胡安·沃特森授予英女王鑽禧獎章。